# Qualifications pour la Coupe du monde féminine de basket-ball 2022
Navigation
Qualifications 2018 Qualifications 2026
Les qualifications pour la Coupe du monde féminine de basket-ball détermineront les dix dernières équipes qualifiées pour la Coupe du monde féminine de basket-ball 2022. Elles auront lieu du 10 au 13 février 2022.

## Format de la compétition
Seize nations, qualifiées par leurs championnats continentaux respectifs, seront répartis en quatre groupes de quatre équipes chacun. Les équipes classées aux trois premières places se qualifieront pour le tournoi final.
L’Australie, pays organisateur, et les États-Unis, champions olympiques, sont qualifiés d’office pour la compétition finale mais disputeront tout de même ce tournoi de qualification.

## Nations qualifiées
| Compétition       | Date                        | Lieu               | Places | Qualifiés                                                               |
| ----------------- | --------------------------- | ------------------ | ------ | ----------------------------------------------------------------------- |
| AmériCoupe 2021   | 11–19 août 2021             | San Juan           | 4      | États-Unis (1) Canada (4) Brésil (17) Porto Rico (18)                   |
| EuroBasket 2021   | 17–27 juin 2021             | Strasbourg Espagne | 5      | France (5) Belgique (6) Serbie (10) Russie (12) Bosnie-Herzégovine (27) |
| AfroBasket 2021   | 17–26 septembre 2021        | Yaoundé            | 2      | Nigeria (15) Mali (40)                                                  |
| Coupe d’Asie 2021 | 27 septembre–3 octobre 2021 | Amman              | 4      | Australie (3) Chine (7) Japon (8) Corée du Sud (14)                     |
| Total             | Total                       | Total              | 15     |                                                                         |

## Tirage au sort
Le 18 novembre 2021 ont été annoncées les villes organisatrices : Belgrade accueillera deux tournois, tandis qu’Osaka et Washington accueilleront les deux autres.
Les tournois de qualification se joueront du 10 au 13 février 2022.
Le tirage au sort s’est tenu le 23 novembre 2021

### Chapeaux
La constitution des chapeaux s’est effectuée selon le Classement mondial de la FIBA en date du 9 août 2021.
| Équipe     | Rang |
| ---------- | ---- |
| États-Unis | 1er  |
| Australie  | 3e   |
| Canada     | 4e   |
| France     | 5e   |

| Équipe   | Rang |
| -------- | ---- |
| Belgique | 6e   |
| Chine    | 7e   |
| Japon    | 8e   |
| Serbie   | 9e   |

| Équipe      | Rang |
| ----------- | ---- |
| Biélorussie | 11e  |
| Russie      | 12e  |
| Brésil      | 14e  |
| Nigeria     | 16e  |

| Équipe             | Rang |
| ------------------ | ---- |
| Porto Rico         | 17e  |
| Corée du Sud       | 19e  |
| Bosnie-Herzégovine | 27e  |
| Mali               | 41e  |

## Tournois
Les groupes A et B évolueront à Belgrade (Serbie), le groupe C à Osaka (Japon) et le groupe D à Washington (États-Unis).

### Groupe A
| Rang | Équipe       | Pts | J | G | P | Pp  | Pc  | Diff |
| ---- | ------------ | --- | - | - | - | --- | --- | ---- |
| 1    | SerbieH      | 6   | 3 | 3 | 0 | 219 | 203 | 16   |
| 2    | Australie    | 5   | 3 | 2 | 1 | 215 | 191 | 24   |
| 3    | Corée du Sud | 4   | 3 | 1 | 2 | 199 | 218 | -19  |
| 4    | Brésil       | 3   | 3 | 0 | 3 | 196 | 217 | -21  |

1. ↑  Qualifiée en tant qu’organisatrice de la Coupe du monde 2022.

### Groupe B
| Rang | Équipe  | Pts | J | G | P | Pp  | Pc  | Diff |
| ---- | ------- | --- | - | - | - | --- | --- | ---- |
| 1    | Chine   | 6   | 3 | 3 | 0 | 277 | 210 | 67   |
| 2    | Nigeria | 5   | 3 | 2 | 1 | 216 | 224 | -8   |
| 3    | France  | 4   | 3 | 1 | 2 | 212 | 236 | -24  |
| 4    | Mali    | 3   | 3 | 0 | 3 | 199 | 234 | -35  |

### Groupe C
| Rang | Équipe             | Pts | J | G | P | Pp  | Pc  | Diff |
| ---- | ------------------ | --- | - | - | - | --- | --- | ---- |
| 1    | Canada             | 3   | 2 | 1 | 1 | 175 | 150 | 25   |
| 2    | JaponH             | 3   | 2 | 1 | 1 | 168 | 166 | 2    |
| 3    | Bosnie-Herzégovine | 3   | 2 | 1 | 1 | 151 | 178 | -27  |
| 4    | Biélorussie        | 0   | 0 | 0 | 0 | 0   | 0   |      |

1. ↑  La Biélorussie a déclaré forfait avant le début de la compétition, déplorant plusieurs cas de Covid-19 au sein de sa sélection[7].

### Groupe D
| Rang | Équipe            | Pts | J | G | P | Pp  | Pc  | Diff |
| ---- | ----------------- | --- | - | - | - | --- | --- | ---- |
| 1    | États-UnisH (1–0) | 5   | 2 | 2 | 0 | 177 | 130 | 47   |
| 2    | Belgique (0–1)    | 5   | 3 | 2 | 1 | 239 | 192 | 47   |
| 3    | Russie            | 4   | 2 | 1 | 1 | 145 | 134 | 11   |
| 4    | Porto Rico        | 3   | 3 | 0 | 3 | 188 | 293 | -105 |

1. ↑  Qualifiés en tant que champions olympiques 2020.
2. ↑  La Russie ne peut pas entrer sur le sol américain parce que les États-Unis ne reconnaissent pas le vaccin russe contre la Covid-19. La FIBA a décidé de faire jouer les matches de la Russie en République dominicaine et d’annuler le match opposant la Russie aux États-Unis. Pour ce match annulé, les deux équipes reçoivent tout de même un point au classement[8].

## Nations qualifiées pour le tournoi final
| Nation             | Qualification            | Qualification   | Apparition | Apparition | Apparition | Meilleure performance | Classement mondial de la FIBA | Classement continental |
| Nation             | Méthode                  | Date            | Dernière   | Total      | D’affilée  | Meilleure performance | Classement mondial de la FIBA | Classement continental |
| ------------------ | ------------------------ | --------------- | ---------- | ---------- | ---------- | --------------------- | ----------------------------- | ---------------------- |
| Australie          | Pays organisateur        | 26 mars 2020    | 2018       | 16         | 15         | Champion (2006)       | 3                             | 1                      |
| États-Unis         | Champion olympique       | 8 août 2021     | 2018       | 18         | 16         | Champion (dix fois)   | 1                             | 1                      |
| Bosnie-Herzégovine | Tournoi de qualification | 5 février 2022  | aucune     | 0          | 0          | aucune                | 27                            | 18                     |
| Canada             | Tournoi de qualification | 5 février 2022  | 2018       | 12         | 5          | 3e (1979, 1986)       | 4                             | 2                      |
| Japon              | Tournoi de qualification | 5 février 2022  | 2018       | 9          | 4          | 2e (1975)             | 8                             | 3                      |
| Chine              | Tournoi de qualification | 11 février 2022 | 2018       | 11         | 11         | 2e (1994)             | 7                             | 3                      |
| France             | Tournoi de qualification | 11 février 2022 | 2018       | 11         | 6          | 3e (1953)             | 5                             | 2                      |
| Corée du Sud       | Tournoi de qualification | 12 février 2022 | 2018       | 16         | 16         | 2e (1967, 1979)       | 14                            | 4                      |
| Serbie             | Tournoi de qualification | 12 février 2022 | 2014       | 3          | 1          | 8e (2014)             | 10                            | 5                      |
| Nigeria            | Tournoi de qualification | 13 février 2022 | 2018       | 3          | 2          | 8e (2018)             | 15                            | 1                      |
| Belgique           | Tournoi de qualification | 13 février 2022 | 2018       | 2          | 2          | 4e (2018)             | 6                             | 3                      |
| Russie             | Tournoi de qualification | 14 février 2022 | 2010       | 5          | 1          | 2e (1998, 2002, 2006) | 12                            | 7                      |